# أرينالس دي سان جريجوريو (سيوداد ريال)
بلدية أرينالس دي سان جريجوريو (بالإسبانية: Arenales de San Gregorio)‏، هي إحدى بلديات مقاطعة سيوداد ريال إحدى مقاطعات إسبانيا، والتي تقع في منطقة قشتالة لا منتشا وسط إسبانيا.
يبلغ عدد سكانها 727 نسمة وفقاً لإحصائية سنة (2007).